# ディミトリー・スミルノフ
ディミトリー・ニコラエヴィチ・スミルノフ（ロシア語: Дми́трий Никола́евич Смирно́в, ラテン文字転写: Dmitri Nikolaevich Smirnov, 1948年11月2日 ミンスク - 2020年4月9日）は、イギリスに亡命した旧ソ連出身の作曲家。

## 人物・来歴
ベラルーシのオペラ歌手の家庭に生まれ、1967年から1972年までモスクワ音楽院でニコライ・シデルニコフやユーリ・ホロポフ、エディソン・デニソフに師事した。アントン・ヴェーベルン門下のフィリップ・ヘルシュコヴィチの個人指導も受けている。作曲家仲間のエレーナ・フィルソヴァと結婚した。
1976年に《ハープのための独奏曲》によりマーストリヒト国際コンクールで1等賞を獲得する。ウィリアム・ブレイクのテクストによる2つの歌劇《ティリエル（Tiriel）》と《ゼルの嘆き（The Lamentations of Thel）》は、1989年に（世界初演はフライブルク音楽祭にて、イギリス初演はロンドン・アルメイダ音楽祭にて）初演された。同年《交響曲 第1番「四季」》がタングルウッド音楽祭において上演されている。管弦楽曲《モーツァルト変奏曲》は、1992年にプフォルツハイムにおいてバレエ化されて舞台公演が行われた。その他に、1993年にリーズにおいて《自由の歌（A Song of Liberty)》が、1996年にマンチェスターにおいて《チェロ協奏曲》が、2001年にジュネーヴにてカンタータ《雅歌》が、2004年にロンドン・バービカンセンターにおいてロンドン交響楽団により《三重協奏曲 第2番》が初演されている。スミルノフ作品の多くは、ウィリアム・ブレイクの詩作や美術品への耽溺を反映したものとなっている。
1979年にいわゆる「フレンニコフの7名」のうちの1人として、ソ連作曲家同盟第6回会議の席上で、西側で開かれたソヴェト音楽祭に承認を得ずに参加したとして要注意人物視された。1990年にモスクワで旗揚げされた、新生のソ連現代音楽協会に発起人として名を連ねたが、1991年にイギリスに移住した。ダーティントンのケンブリッジ大学セント・ジョンズ・カレッジのComposer-in-Residenceを担当し、1993年から1998年までキール大学（Keele University）の客員教授にも任命されている。1998年からはセント・オーズバンズに定住した。2003年からロンドン大学ゴールドスミス・カレッジにおいて教鞭を執っていた。
2020年4月9日、2019新型コロナウイルスによる急性呼吸器疾患のため、ロンドンの病院で死去。71歳没。

## 作風と主要作品
スミルノフの作品は、多くの著名な指揮者によって取り上げられており、これまでにサー・アンドルー・デイヴィスやデニス・ラッセル・デイヴィス、ペーター・エトヴェシュ、オリヴァー・ナッセン、ヴァシリー・シナイスキー、パヴェル・コーガン、ゲンナジー・ロジェストヴェンスキー、ガンサー・シュラー、ヤン・パスカル・トルトゥリエらが上演にかかわっている。出版譜は、ハンブルク・ハンス・シコルスキ社やロンドン・ブージー&ホークス社、ニューヨーク・G.シルマー社など、様々な版元から出ている。英語論文『響きの水晶の幾何学（"A Geometer of Sound Crystals" ssm 34  (studia slavica musicologica, vol. 34), ISBN 3-928864-99-8）』は、2003年にエルンスト・クーン社（Ernst Kuhn）が発行した。

### 歌劇
- ウィリアム・ブレイクによる歌劇《ティリエル（Tiriel）》（1983年-1985年）
- ウィリアム・ブレイクによる室内オペラ《ゼルの嘆き（The Lamentations of Thel）》（1986年）
- 墓の中の花嫁（The Bride in her Grave）（テクスト：ルース・フェインライト、1995年）

### バレエ音楽
- ブレイクの絵画（Blake's Pictures）

1. 月明りの物語（1988年）
2. ヤコブの梯子（1990年）
3. アベル（1991年）
4. 人生の河（1992年）

### 声楽曲
- 声楽とピアノ三重奏（もしくは管弦楽）伴奏のための《永遠の隠れ処（Eternal Refuge）》 （原詩：ミハイル・ブルガコフ、1972年）
- 声楽、フルート、打楽器、ヴァイオリンとチェロのための《過ぎ去りし日の悲しみ（The Sorrow of past Days）》（原詩：アレクサンドル・プーシキン、1976年）
- 声楽、フルート、ヴィオラとハープのための《四季（The Seasons）》 （原詩：ウィリアム・ブレイク、1979年）
- 声楽と管弦楽のためのカンタータ《夜のうた（The Night Rhymes）》（原詩：アレクサンドル・プーシキン、1982年）
- 声楽と10人の奏者のための《コールリッジの幻想（The Visions of Coleridge）》（原詩：サミュエル・テイラー・コールリッジ、1987年）
- 声楽、クラリネット、チェレスタ、ハープと弦楽三重奏のための《愛と狂気の歌（Songs of Love and Madness）》（原詩：ウィリアム・ブレイク、1988年）
- 声楽、フルート、ホルン、ハープと弦楽三重奏のための《八行詩》 （原詩：オシップ・マンデリシターム）
- 4人の独唱者と混声合唱、管弦楽のためのオラトリオ《自由の歌（A Song of Liberty）》（原詩：ウィリアム・ブレイク、1991年）
- 声楽、2つのリコーダー、チェロとチェンバロのための《アリエルの歌（Ariel Songs）》 （原詩：シェイクスピア、1993年）
- ソプラノ、テノール、混声合唱と管弦楽のためのカンタータ《ソロモン王の雅歌（Song of Songs）》
- 混声合唱のための《ミサ曲（Mass）》（1998年）
- クラリネット、チェロとピアノのための《オーパス111（Opus 111）》（1998年）
- ソプラノと6人の奏者のための《黄昏（Twilight）》（原詩：ジェームズ・ジョイス、1998年-2000年）
- テープのための《経験の無垢（Innocence of Experience）》（原詩：ウィリアム・ブレイク、2001年）
- 声楽、フルート、クラリネット、ヴァイオリン、チェロ、ピアノのための《夢の旅路（Dream Journey）》（原詩：松尾芭蕉）
- 4人の独唱者と混声合唱、管弦楽のための《レクィエム（Requiem）》（2006年）

### 交響曲・協奏曲
- 交響曲
  - 第1番《四季》（1980年）
  - 第2番《運命》（原詩：フリードリヒ・ヘルダーリン、1982年、4人の独唱者と混声合唱、管弦楽のための）
  - 第3番《旅路（Voyages）》（1995年）

- ピアノ協奏曲
  - 第1番（1971年）
  - 第2番（1978年）
- クラリネット協奏曲 （1974年）
- ヴァイオリン協奏曲
  - 第1番（1990年）
  - 第2番（1995年）
  - 第3番（1996年）
- チェロ協奏曲 （1992年）
- チェロと管弦楽のための《小協奏曲（Concerto Piccolo）》2001年（ムスティスラフ・ロストロポーヴィチへの追悼作品）
- サクソフォン、ピアノ、コントラバス、打楽器つき弦楽オーケストラのための《三重協奏曲 第1番》（1977年）
- ヴァイオリン、ハープ、コントラバスと管弦楽のための《三重協奏曲 第2番》（2003年）

### 管弦楽曲
- パストラール（1975年）
- モーツァルト変奏曲（1987年）
- 宇宙の守護者（The Guardians of Space） （1994年）
- 時を告げる鳥（The Bird of Time） （1997年）
- 弦楽合奏のための《進退窮まって（Between Scylla and Charybdis）》 （1997年）
- 変質生成 第1番（Metaplasm I） （2002年）

### 室内楽曲
- ハープのための独奏曲（1976年）

- ヴァイオリン・ソナタ
  - 第1番（1969年）
  - 第2番（1979年）
  - 第3番《ドイツ語: Es ist ... 》（1998年）
  - 第4番（2005年）

- チェロ・ソナタ（1978年）

- ピアノ三重奏曲
  - 第1番（1977年）
  - 第2番（1992年）
- クラリネットとチェロ、ピアノのための《作品番号111（Opus 111）》 （1998年：作曲年代や題名から、ヨハネス・ブラームス歿後100周年記念の作品と推察される）

- 弦楽四重奏曲
  - 第1番（1974年）
  - 第2番（1985年）
  - 第3番（1993年）
  - 第4番（1993年）
  - 第5番（1994年）
  - 第6番（1998年）
  - 第7番（2005年）
- サクソフォン四重奏のための《蜃気楼（Mirages）》（1975年）
- ピアノ、ヴァイオリン、ヴィオラ、チェロとコントラバスのための《ピアノ五重奏曲》（1992年）
- 《エディソン・デニソフ追悼の「悲歌」（Elegy in memory of Edison Denisov）》（1997年、以下の2版あり）
  - 無伴奏チェロのための
  - 16人の奏者のための
- ピアノと7人の奏者のための《ドミトーリイ・ショスタコーヴィチ追悼の「紅い鐘」（Red Bells in memory of Dmitri Shostakovich）》 （1995年）
- 管楽八重奏とコントラバスのための《ドミトーリイ・ショスタコーヴィチ追悼の「肖像画」（Portrait in memory of Dmitri Shostakovich）》（1999年））

### ピアノ曲
- ピアノ・ソナタ
  - 第1番（1967年）
  - 第2番（1980年）
  - 第3番（1992年）
  - 第4番《運命の弦》（2000年）
  - 第5番（2001年）
- 《ウィリアム・ブレイクの「7人の天使」（The Seven Angels of William Blake）》（1988年）
- 《天球の音楽（The Music of the Spheres）》（1995年）
- 変質生成（Metaplasm） 
  - 第1番（2002年、管弦楽版あり）
  - 第2番（2002年）